# 游奕互动
游奕互动（UEGAME）為中國大陸電玩遊戲公司，成立于2014年，初期為合作代工其他遊戲廠聯合開發，後期開始自主研發遊戲。2016年獲得刀塔傳奇的開發商龙图游戏策略投資，2017年其自主遊戲剑与魔法在韓國獲得谷歌平台下载量榜第一，畅销榜排名第三，中國大陸ios畅销榜最高排名第六。 2017年下半由光譜資訊代理用新劍魔之戰名稱在港澳台上市。

## 參與開發
《完美世界》、《诛仙》、《神魔大陆》、《笑傲江湖》、《圣斗士》、《冰火破坏神》等

## 作品
- 《剑与魔法》(新劍魔之戰)
- 墲人之境 (2019)